# Voleibol de praia nos Jogos Pan-Americanos Júnior de 2025
As competições de voleibol de praia na II edição dos Jogos Pan-Americanos Júnior de 2025 estão sendo disputadas entre os dias 18 e 22 de agosto, em ambos os naipes.

## Calendário
| Agosto            | 18 | 19 | 20 | 21 | 22 |
| ----------------- | -- | -- | -- | -- | -- |
| Voleibol de praia |    |    |    |    | 2  |

|  | Dia de competição |  | Dia de final |

## Medalhistas
| Evento             | Ouro | Prata | Bronze |
| ------------------ | ---- | ----- | ------ |
| Feminino detalhes  |      |       |        |
| Masculino detalhes |      |       |        |

## Quadro de Medalhas

### Masculino
| Ordem | País | Medalha de ouro | Medalha de prata | Medalha de bronze | Total |
| ----- | ---- | --------------- | ---------------- | ----------------- | ----- |
| 1     |      | 1               | 0                | 0                 | 1     |
| 2     |      | 0               | 1                | 0                 | 1     |
| 3     |      | 0               | 0                | 1                 | 1     |

### Feminino
| Ordem | País | Medalha de ouro | Medalha de prata | Medalha de bronze | Total |
| ----- | ---- | --------------- | ---------------- | ----------------- | ----- |
| 1     |      | 1               | 0                | 0                 | 1     |
| 2     |      | 0               | 1                | 0                 | 1     |
| 3     |      | 0               | 0                | 1                 | 1     |

### Geral
| Ordem | País | Medalha de ouro | Medalha de prata | Medalha de bronze | Total |
| ----- | ---- | --------------- | ---------------- | ----------------- | ----- |